# Hilde Sperling
Hildegard "Hilde" Krahwinkel Sperling (Essen, 26 de março de 1908 - 7 de março de 1981), Krahwinkel quando solteira e Sperling quando casada, foi uma tenista dano-alemã tricampeã de simples do French Championships (era amadora do Torneio de Roland Garros) e uma vez vencedora em dupla mista do Torneio de Wimbledon.